# Böhmsholz

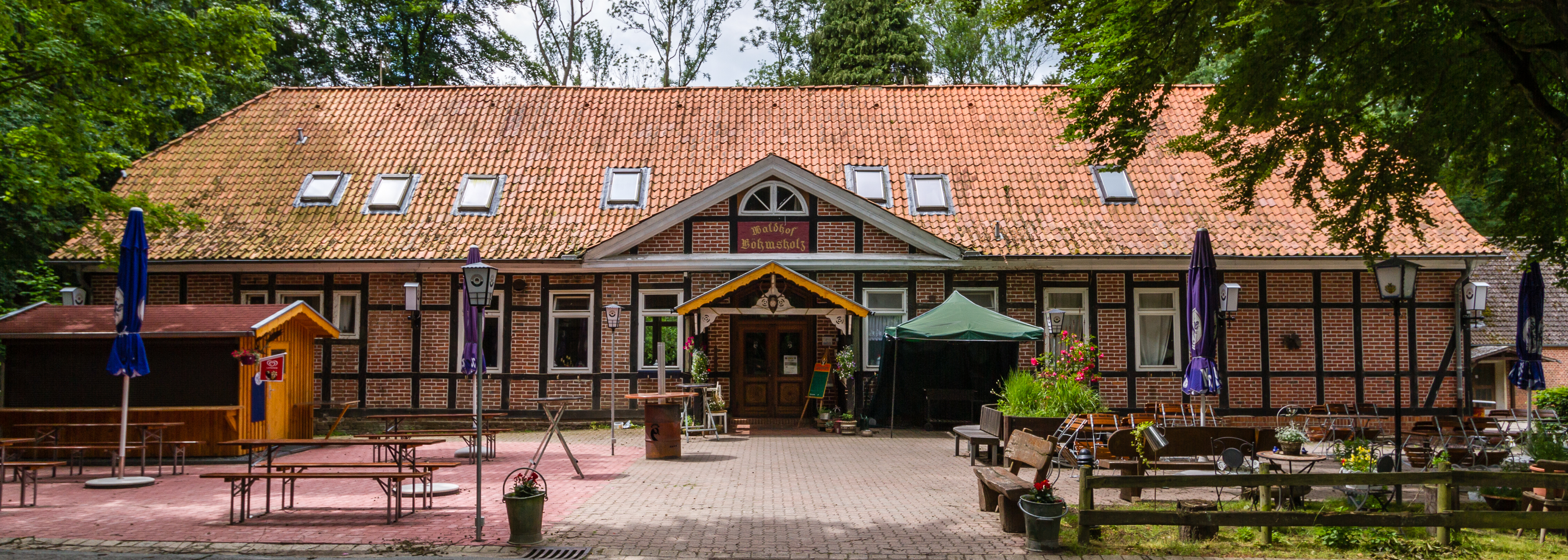
Forsthaus Böhmsholz

Böhmsholz (früher Benesholte oder Bemsholte) ist ein Forst, der sich westlich von Lüneburg außerhalb der Lüneburger Landwehr befindet.
1848 wurde Böhmsholz als Forsthaus und Forstort aufgeführt.
Quellen zufolge befand sich in Böhmsholz im 14. und 15. Jahrhundert die Burg derer von de Benesholte, die später in den Besitz derer von dem Berge fiel. Die von Meding verkauften 1410 zumindest einen Hof, der von denen von dem Berge zuvor gekauft wurde, an das Kloster zum heiligen Geist.
Der Osterbach verläuft teilweise durch das Böhmsholz.